# (1863) Antinous
(1863) Antinous – planetoida z grupy Apollo okrążająca Słońce w ciągu 3 lat i 145 dni w średniej odległości 2,26 j.a. Została odkryta 7 marca 1948 roku w Obserwatorium Licka na szczycie góry Mount Hamilton przez Carla Wirtanena.
Nazwa planetoidy pochodzi z mitologii greckiej – Antinous był jednym z licznych zalotników ubiegających się o rękę Penelopy, żony Odyseusza. Jako pierwszy zginął z ręki Odyseusza po jego powrocie do domu.